# Isaak von Jerusalem
Isaak (griechisch Hesychios) war orthodoxer Patriarch von Jerusalem (601–609).
Von Papst Gregor dem Großen ist ein Schreiben an Isaak erhalten, in dem er zur Beendigung des Streits zwischen dem Jerusalemer Patriarchat und der Nea-Kirche ermahnt.
In der Amtszeit von Isaak fanden unter dem byzantinischen Kaiser Phokas Repressionen gegen Monophysiten und Juden statt.